# Вильягра, Кристиан
Кристиа́н Ка́рлос Вилья́гра (исп. Cristián Carlos Villagra; 27 декабря 1985, Мортерос, Аргентина) — аргентинский футболист, защитник. Играл за харьковский «Металлист».

## Биография

### Клубная карьера

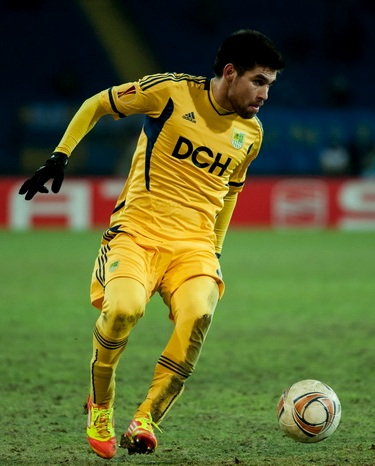
Вильягра в составе «Металлиста»

Начал заниматься футболом в родном городе Мортерос. Позже выступал за команду «9 июля». Летом 2004 года перешёл в «Росарио Сентраль». В чемпионате Аргентины дебютировал 5 февраля 2006 года в домашнем матче против «Химнасии» (0:0). За команду сыграл 31 матч и забил 1 гол. В начале 2007 года перешёл в «Ривер Плейт», вместе со своими одноклубниками Марко Рубеном и Хуаном Охедой. «Ривер Плейт» за него заплатил 500 000 евро. В 2008 году вместе с командой стал победителем Клаусуры. Всего за «Ривер Плейт» он провёл 78 матчей и забил 3 гола.
В июле 2010 года подписал контракт с харьковским «Металлистом», соглашение рассчитано на четыре года. В Премьер-лиге Украины дебютировал 10 июля 2010 года в выездном матче против симферопольской «Таврии» (0:1), Вильягра начал матч в основе, но на 83 минуте был заменён на Сергея Пшеничных. Кристиан в поединке сыграл надёжно в обороне, также подключался к атакам, из-за этого сайт Football.ua включил его в сборную тура.
19 августа 2010 года дебютировал в еврокубках в выездном матче квалификации Лиги Европы против кипрской «Омонии» (0:1), Кристиан Вильягра отыграл весь матч. Второй матч «Металлист» сыграл вничью (2:2) и вышел в групповой раунд. В группе команда заняла 2-е место уступив нидерландскому ПСВ и обогнав итальянскую «Сампдорию» и венгерский «Дебрецен».
В 2015 году покинул «Металлист».

### Карьера в сборной
Впервые в национальную сборную Аргентины его вызвал Диего Марадона. В 2010 году провёл 2 товарищеских матча за Аргентину против Шотландии и Гаити.

## Достижения
- Победитель Клаусуры (1): 2008
- Серебряный призёр чемпионата Украины (1): 2012/13
- Бронзовый призёр чемпионата Украины (3): 2010/11, 2011/12, 2013/14

## Характеристика игры
Вильягра — правша, выступает на позиции левого защитника, также может сыграть на правом фланге. Кристиан неплохо обращается с мячом, хорошо играет ногами. У него отличные физические данные он быстр, резок, поворотлив. Он хорошо играет в пас.

## Личная жизнь
Кроме него в семье есть ещё три брата и все они играют в футбол. Его брат Диего в настоящее время выступает за клуб «Институто».

## Статистика
| Сезон                       | Клуб                        | Лига                 | Чемпионат | Чемпионат | Кубок | Кубок | Дубль | Дубль | Контин.                                   | Контин. | Контин. |
| Сезон                       | Клуб                        | Лига                 | Игры      | Голы      | Игры  | Голы  | Игры  | Голы  | Турнир                                    | Игры    | Голы    |
| --------------------------- | --------------------------- | -------------------- | --------- | --------- | ----- | ----- | ----- | ----- | ----------------------------------------- | ------- | ------- |
| 2005/06                     | Росарио Сентраль            | Чемпионат Аргентины  | 13        | 0         | —     | —     | —     | —     | —                                         | —       |         |
| 2006/07                     | Росарио Сентраль            | Чемпионат Аргентины  | 17        | 0         | —     | —     | —     | —     | Кубок Либертадорес                        | 5       | 1       |
| Всего за «Росарио Сентраль» | Всего за «Росарио Сентраль» | Чемпионат Аргентины  | 30        | 1         | —     | —     | —     | —     | Кубок Либертадорес                        | 5       | 1       |
| 2006/07                     | Ривер Плейт                 | Чемпионат Аргентины  | 9         | 0         | —     | —     | —     | —     | Кубок Либертадорес                        | 4       | 0       |
| 2007/08                     | Ривер Плейт                 | Чемпионат Аргентины  | 25        | 1         | —     | —     | —     | —     | Кубок Либертадорес                        | 8       | 0       |
| 2008/09                     | Ривер Плейт                 | Чемпионат Аргентины  | 31        | 2         | —     | —     | —     | —     | Кубок Либертадорес Южноамериканский кубок | 4 1     | 0 0     |
| 2009/10                     | Ривер Плейт                 | Чемпионат Аргентины  | 20        | 0         | —     | —     | —     | —     | —                                         | —       | —       |
| Всего за «Ривер Плейт»      | Всего за «Ривер Плейт»      | Чемпионат Аргентины  | 85        | 3         | —     | —     | —     | —     | Кубок Либертадорес Южноамериканский кубок | 16 1    | 0 0     |
| 2010/11                     | Металлист                   | Премьер-лига Украины | 23        | 1         | 0     | 0     | 0     | 0     | Лига Европы                               | 8       | 0       |
| 2011/12                     | Металлист                   | Премьер-лига Украины | 23        | 1         | 0     | 0     | 0     | 0     | Лига Европы                               | 13      | 1       |
| 2012/13                     | Металлист                   | Премьер-лига Украины | 24        | 1         | 0     | 0     | 0     | 0     | Лига Европы                               | 8       | 0       |
| 2013/14                     | Металлист                   | Премьер-лига Украины | 19        | 1         | 3     | 0     | 0     | 0     | Лига чемпионов                            | 2       | 0       |

(откорректировано по состоянию на 1 сентября 2013 года)